# Lee Ann Womack
Lee Ann Womack (Jacksonville, Texas, 19 de agosto de 1966) es una cantautora estadounidense de música country y estadounidense.
En 2000, su single "I Hope You Dance" resultó un éxito. 
Womack nació en Jacksonville, Texas.

## Discografía
- Lee Ann Womack (1997)
- Some Things I Know (1998)
- I Hope You Dance (2000)
- Something Worth Leaving Behind (2002)
- The Season for Romance (2002)
- There's More Where That Came From (2005)
- Call Me Crazy (2008)
- The Way I'm Livin' (2014)
- The Lonely, the Lonesome & the Gone (2017)

## Premios y nominaciones
| Año  | Premio                             | Categoría                                                   | Obra                              | Resultado |
| ---- | ---------------------------------- | ----------------------------------------------------------- | --------------------------------- | --------- |
| 1997 | Country Music Association Awards   | Female Vocalist of the Year                                 | Herself                           | Nominated |
| 1998 | Academy of Country Music Awards    | Top New Female Vocalist                                     | Herself                           | Won       |
| 1998 | British Country Music Awards       | Best International Country Album of the Year                | Some Things I Know                | Won       |
| 1998 | Country Music Association          | Horizon Award                                               | Herself                           | Nominated |
| 1998 | Country Music Association          | Female Vocalist of the Year                                 | Herself                           | Nominated |
| 1998 | TNN/Music City News Country Awards | Star of Tomorrow - Female Artist                            | Herself                           | Won       |
| 1998 | American Music Awards              | Favorite Country New Artist                                 | Herself                           | Won       |
| 2000 | Country Music Association Awards   | Single of the Year                                          | I Hope You Dance                  | Won       |
| 2001 | Academy of Country Music Awards    | Top Female Vocalist                                         | Herself                           | Nominated |
| 2001 | Academy of Country Music Awards    | Top Single of the Year                                      | I Hope You Dance                  | Won       |
| 2001 | Academy of Country Music Awards    | Top Song of the Year                                        | I Hope You Dance                  | Won       |
| 2001 | Academy of Country Music Awards    | Top Vocal Event of the Year (with Sons of the Desert)       | I Hope You Dance                  | Won       |
| 2001 | Grammy Awards                      | Best Country Album                                          | I Hope You Dance                  | Nominated |
| 2001 | Grammy Awards                      | Best Female Country Vocal Performance                       | I Hope You Dance                  | Nominated |
| 2001 | Country Music Association Awards   | Female Vocalist of the Year                                 | Herself                           | Won       |
| 2001 | Country Music Association Awards   | Music Video of the Year                                     | Ashes By Now                      | Nominated |
| 2001 | Billboard Music Awards             | Adult Contemporary Song of the Year                         | I Hope You Dance                  | Won       |
| 2002 | Country Music Association Awards   | Female Vocalist of the Year                                 | Herself                           | Nominated |
| 2002 | Country Music Association Awards   | Vocal Event of the Year (with Willie Nelson)                | Mendocino County Line             | Won       |
| 2002 | Academy of Country Music           | Top Female Vocalist                                         | Herself                           | Nominated |
| 2003 | Grammy Awards                      | Best Country Collaboration with Vocals (with Willie Nelson) | Mendocino County Line             | Won       |
| 2003 | Grammy Awards                      | Best Country Female Vocal Performance                       | Something Worth Leaving Behind    | Nominated |
| 2003 | Academy of Country Music Awards    | Top Vocal Event of the Year (with Willie Nelson)            | Mendocino County Line             | Won       |
| 2003 | Academy of Country Music Awards    | Top Female Vocalist                                         | Herself                           | Nominated |
| 2005 | Academy of Country Music           | Top Female Vocalist                                         | Herself                           | Nominated |
| 2005 | Academy of Country Music           | Single Record of the Year                                   | I May Hate Myself In the Morning  | Nominated |
| 2005 | Country Music Association Awards   | Female Vocalist of the Year                                 | Herself                           | Nominated |
| 2005 | Country Music Association Awards   | Musical Event of the Year (with Willie Nelson)              | I'll Never Be Free                | Nominated |
| 2005 | Country Music Association Awards   | Single of the Year                                          | I May Hate Myself In the Morning  | Won       |
| 2005 | Country Music Association Awards   | Music Video of the Year                                     | I May Hate Myself In the Morning  | Nominated |
| 2005 | Country Music Association Awards   | Album of the Year                                           | There's More Where That Came From | Won       |
| 2005 | Country Music Association Awards   | Vocal Event of the Year (with George Strait)                | Good News, Bad News               | Won       |
| 2006 | Academy of Country Music           | Album of the Year                                           | There's More Where That Came From | Nominated |
| 2006 | Academy of Country Music           | Top Female Vocalist                                         | Herself                           | Nominated |
| 2006 | Academy of Country Music           | Music Video of the Year                                     | I May Hate Myself in the Morning  | Nominated |
| 2009 | Academy of Country Music           | Top Female Vocalist                                         | Herself                           | Nominated |
| 2009 | Country Music Association          | Vocal Event of the Year (with George Strait)                | Everything But Quits              | Nominated |
| 2009 | Grammy Awards                      | Best Female Country Vocal Performance                       | Last Call                         | Nominated |
| 2010 | Academy of Country Music           | Top Female Vocalist                                         | Herself                           | Nominated |
| 2010 | Country Music Association          | Vocal Event of the Year (with Alan Jackson)                 | Till The End                      | Nominated |
| 2010 | Grammy Awards                      | Best Country Album                                          | Call Me Crazy                     | Nominated |
| 2010 | Grammy Awards                      | Best Country Collaboration with Vocals (with George Strait) | Everything But Quits              | Nominated |
| 2010 | Grammy Awards                      | Best Female Country Vocal Performance                       | Solitary Thinkin'                 | Nominated |
| 2011 | Academy of Country Music           | Top Female Vocalist                                         | Herself                           | Nominated |
| 2015 | Grammy Awards                      | Best Country Album                                          | The Way I'm Livin'                | Nominated |
| 2015 | CMT Music Awards                   | Female Video of the Year                                    | The Way I'm Livin'                | Nominated |
| 2015 | Country Music Association Awards   | Female Vocalist of the Year                                 | Herself                           | Nominated |
| 2015 | British Country Music Association  | International Album of the Year                             | The Way I'm Livin'                | Nominated |
| 2015 | British Country Music Association  | International Act of the Year                               | Herself                           | Nominated |
| 2015 | Americana Music Association        | Album of the Year                                           | The Way I'm Livin'                | Nominated |
| 2015 | Americana Music Association        | Artist of the Year                                          | Herself                           | Nominated |
| 2016 | Grammy Awards                      | Best Country Solo Performance                               | Chances Are                       | Nominated |